# 姫路市立伊勢小学校
姫路市立伊勢小学校（ひめじしりつ いせしょうがっこう）は、兵庫県姫路市林田町上伊勢に所在する公立小学校。

## 沿革
- 1891年（明治24年）6月16日 - 伊勢尋常小学校を設置。同日を開校記念日とする。
- 1920年（大正9年）4月1日 - 伊勢尋常高等小学校と改称。
- 1941年（昭和16年）4月1日 - 伊勢国民学校と改称。
- 1947年（昭和22年）4月1日 - 伊勢村立伊勢小学校と改称。
- 1955年（昭和30年）3月25日 - 林田町の発足に伴い、林田町立伊勢小学校と改称。
- 1967年（昭和42年）3月5日 - 林田町が姫路市に編入され、姫路市立伊勢小学校と改称。
- 1983年（昭和58年）1月18日 - 現校舎地造成工事着工
- 1984年（昭和59年）3月12日 - 現校舎へ移転
- 1990年（平成2年）3月31日 - 農具倉庫新設
- 1991年（平成3年）6月30日 - 創立 100 周年記念式典挙行
- 1998年（平成10年）4月1日 - 特別支援学級新設
- 1998年（平成10年）8月31日 - 特別支援学級教室改造工事完了
- 1999年（平成11年）3月31日 - パソコン教室改造工事完了
- 1999年（平成11年）5月1日 - 学校ビオトープ完成（大堤）
- 2000年（平成12年）8月31日 - 集落排水接続工事完了
- 2004年（平成16年）11月19日 - 兵小研中西播特別活動研究大会
- 2005年（平成17年）10月20日 - 兵庫県グリーンスクールとして表彰される
- 2006年（平成18年）10月19日 - 全日本学校歯科保健優良校として表彰される、運動場改修
- 2008年（平成20年）11月21日 - 中播磨地区小学校国語教育研究会
- 2014年（平成26年）8月27日 - 屋内運動場屋根防水改修工事完了[1]

## 学校教育
姫路市立伊勢小学校ホームページ「教育目標」には「豊かな自然や地域とのふれあいの中で地域とともに歩み信頼される学校」とあり、林田町大堤にある伊勢自然の里・環境学習センター（ビオトープ）では環境体験学習を行っている。ビオトープには約１ヘクタールの敷地に３００平方メートルの田んぼや水中昆虫を観察できる池などがある。また姫路市で毎年5月に開催されている姫路お城まつりのパレードでは同校の児童が一輪車演技を披露する。

## 通学区域
- 林田町大堤、林田町上伊勢、林田町下伊勢[4]

※卒業後は基本的に姫路市立林田中学校に進学する。

## 通学区域が隣接している学校
- 姫路市立林田小学校
- 姫路市立安富南小学校
- 姫路市立上菅小学校
- 姫路市立菅生小学校
- 姫路市立峰相小学校
- 姫路市立太市小学校
- たつの市立神岡小学校